# Aoyama (Tokio)
Aoyama (青山?) es un barrio de Tokio, Japón, situado en la parte noroeste de Minato. El barrio debe su nombre al samurái Aoyama Tadanari, quien sirvió al shogunato Tokugawa y tenía su residencia en esta zona. El barrio se divide en dos zonas distintas, Kita-Aoyama, que se encuentra al norte de Aoyama-dōri y cerca de la Universidad Aoyama Gakuin y del Palacio de Akasaka, y Minami-Aoyama, que se extiende al sur de Aoyama-dōri hasta el límite con Roppongi, Azabu y Hiroo. Durante el período Edo, Aoyama albergaba varios templos, santuarios y residencias de samuráis. Hoy, junto con Shibuya y Harajuku, es una de las zonas más populares de compras y entretenimiento para los jóvenes de Tokio. Es conocido por sus tiendas de moda y restaurantes.

## Historia

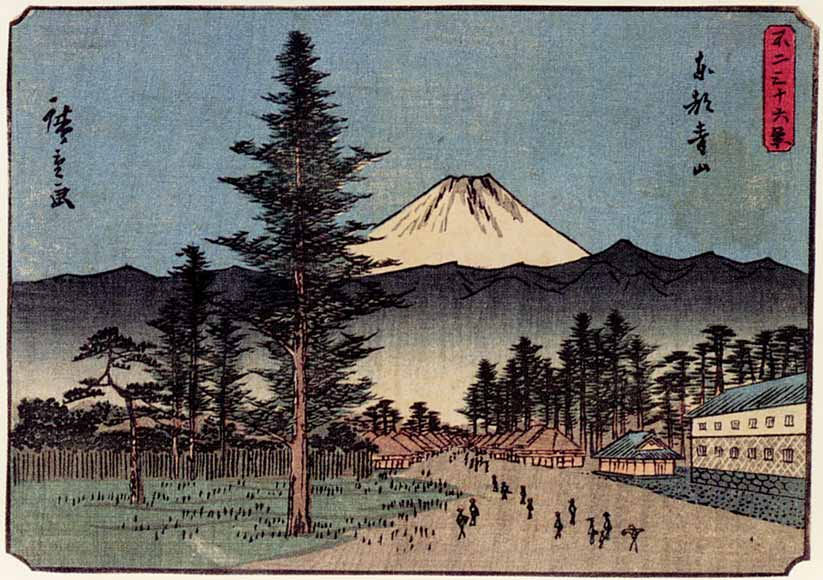
Representación de Aoyama obra de Hiroshige, 1852.

El barrio debe su nombre al samurái Aoyama Tadanari, quien sirvió al shogunato Tokugawa durante el período Edo. La leyenda afirma que, durante una cacería, el shōgun Ieyasu ordenó a su general cabalgar hacia el oeste hasta que su caballo cayera al suelo agotado; a su vuelta Tadanari recibió como regalo toda la zona que recorrió.
Durante la era Meiji, la familia imperial japonesa trasladó la capital de Kioto a Tokio, estableciéndose en el antiguo Castillo Edo. Sin embargo, a causa de un grave incendio que sufrió la estructura algunos años antes, el Palacio de Aoyama se convirtió en la residencia de facto al menos hasta 1888.
A principios del siglo XX, el desarrollo de la red ferroviaria eléctrica municipal hizo que el barrio prosperara. Esta unía Miyakezawa al 4-chōme de Aoyama, cerca de Gaienmae. En 1938 se inauguró la Línea Ginza, la línea más antigua del Metro de Tokio, que permite alcanzar Shibuya desde Omotesandō.
Durante la Segunda Guerra Mundial, Aoyama y la zona limítrofe de Akasaka fueron arrasadas por los ataques aéreos aliados. En 1964 la zona fue reconstruida completamente con motivo de las olimpiadas de Tokio, y la calle principal Aoyama-dōri, que entonces tenía una anchura de solo 22 metros, se amplió a su anchura actual de 40 metros. La calle, considerada el corazón del barrio, ha visto aumentar con los años su popularidad y como consecuencia su volumen de tráfico.

## Monumentos y lugares de interés

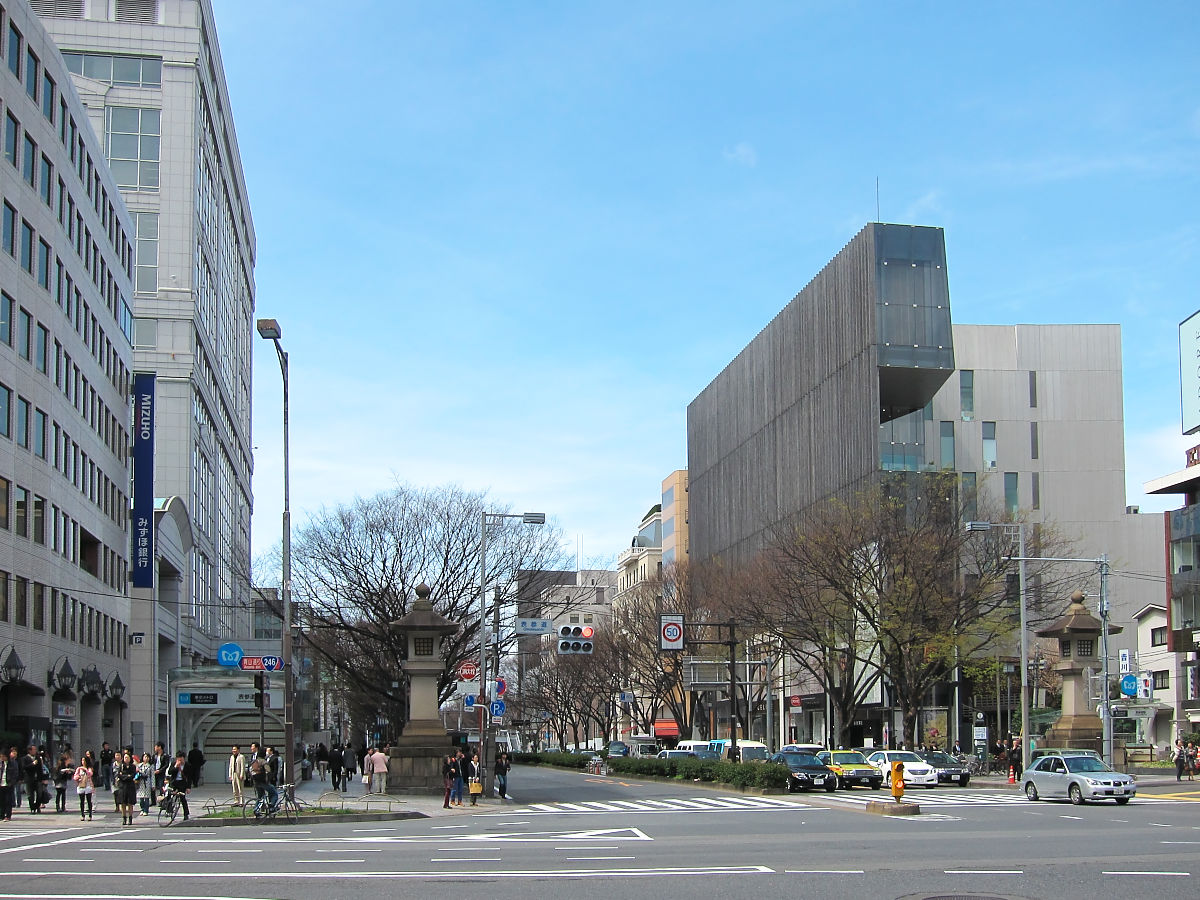
El cruce entre Aoyama-dōri y Omotesandō.

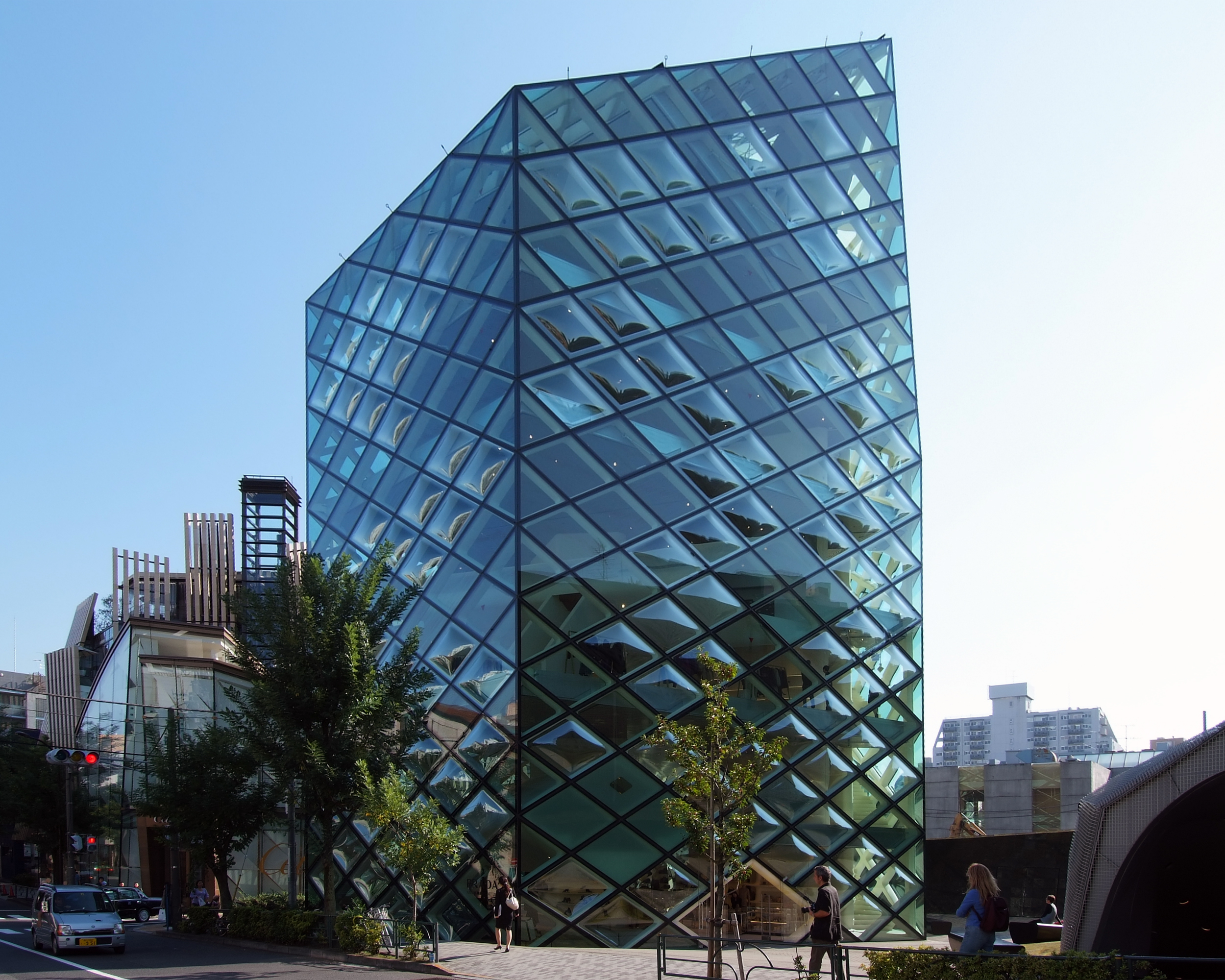
Prada Building.

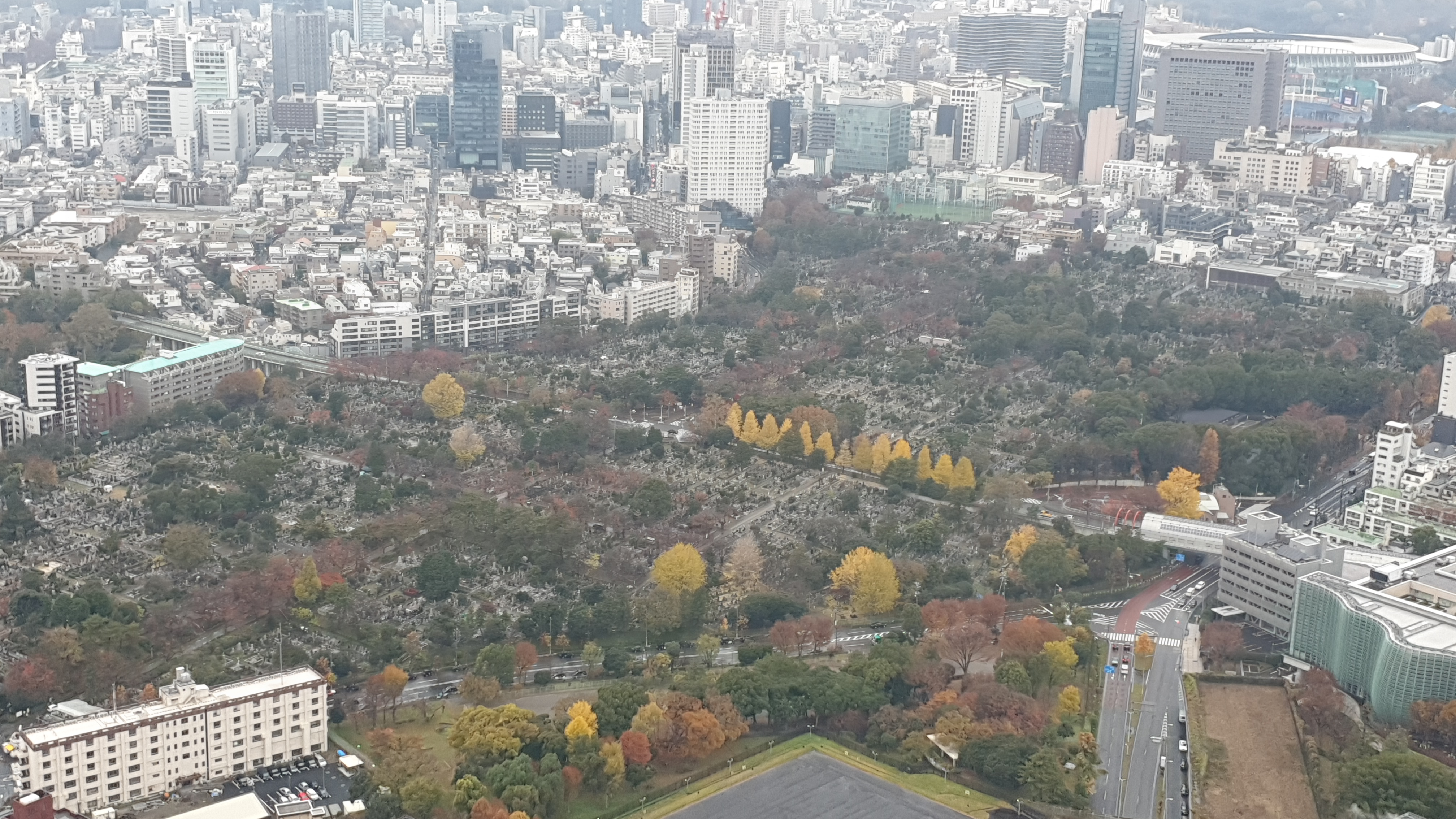
El cementerio de Aoyama.

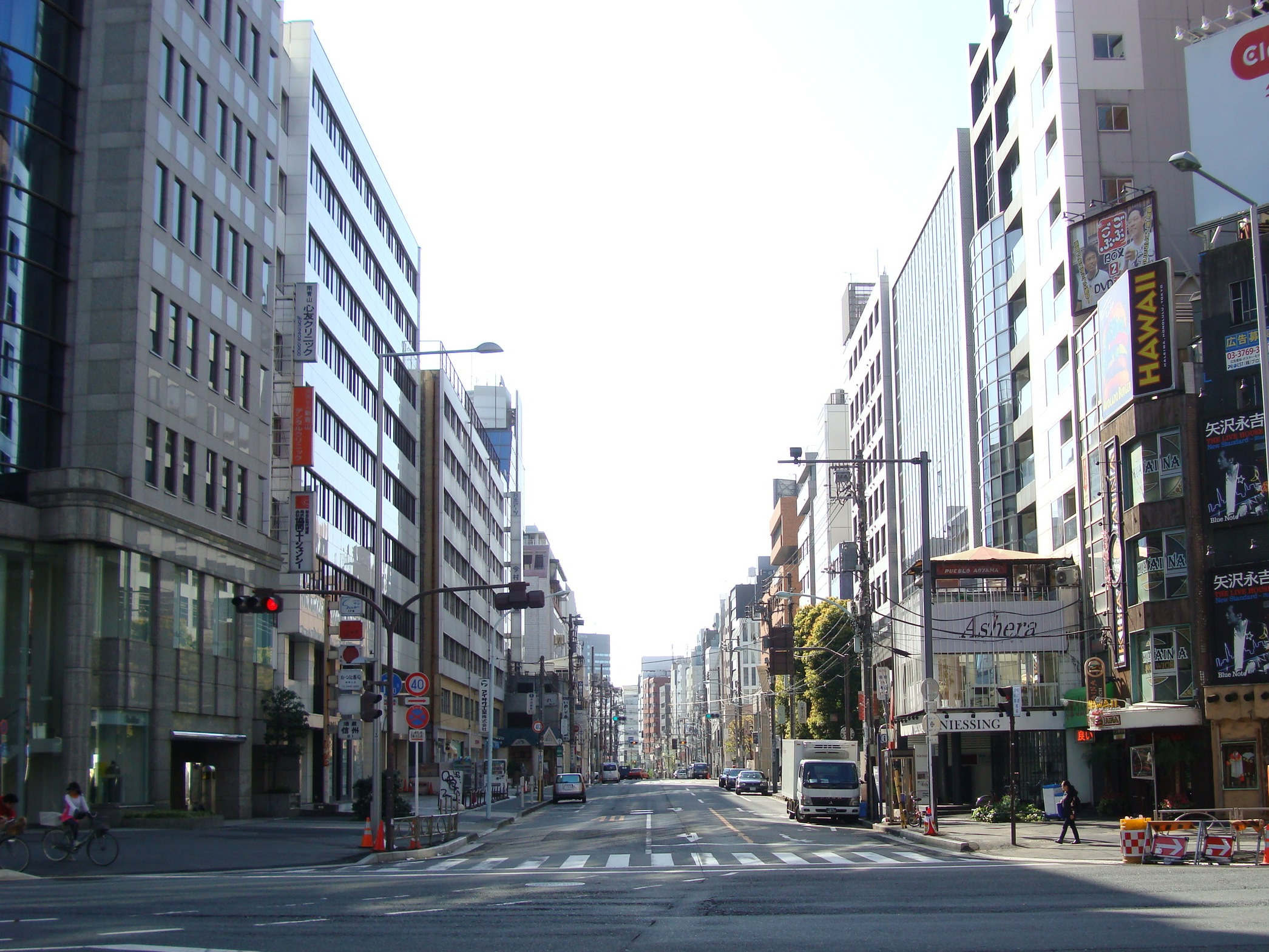
Kotto-dōri.

El centro del barrio de Aoyama se encuentra en el cruce de Omotesandō y Aoyama-dōri. Esta última calle divide la zona en dos zonas distintas, Kita-Aoyama al norte y Minami-Aoyama al sur. La primera está centrada en el entretenimiento gracias a sus numerosos restaurantes y tiendas de moda, mientras que la segunda se caracteriza por una atmósfera más relajada y refinada.

### Kita-Aoyama
En la zona septentrional de Aoyama la mayor atracción es Omotesandō Hills, un centro comercial proyectado por Tadao Andō y propiedad de Mori Building. Cerca de la Estación de Omotesandō se encuentra Spiral, un edificio multiusos diseñado por Fumihiko Maki. A poca distancia de la Universidad de las Naciones Unidas, que alberga permanentemente los empleados de la organización, se encuentra el «castillo nacional de los niños», un espacio recreativo pensado para los más pequeños, cuyo signo distintivo es la particular obra de Tarō Okamoto que se sitúa en el centro de la plaza.
En la parte oriental de Kita-Aoyama se encuentra el Estadio Príncipe Chichibu, cerca de Akasaka. Al norte del estadio está la zona deportiva de Meiji Jingu Gaien, con el Estadio de Béisbol Jingu, el Campo de Golf Gaien, el Japan Youth Hall y el sito en el que se situaba el Estadio Olímpico, el cual sin embargo se encuentra totalmente en el barrio vecino de Kasumigaoka-machi de Shinjuku.

### Minami-Aoyama
En Minami-Aoyama, al sur del Estadio Príncipe Chichibu, se encuentra el cementerio de Aoyama, el primer cementerio municipal de Japón, que se inauguró en 1872. Al sur del cruce con Omotesandō, en la Nireke-dōri, se encuentra el Prada Building, un centro comercial de seis plantas diseñado por los arquitectos suizos Jacques Herzog y Pierre de Meuron. En la Kotto-dōri hay numerosas tiendas de antigüedades, al igual que tiendas de las marcas más prestigiosas.

## Educación

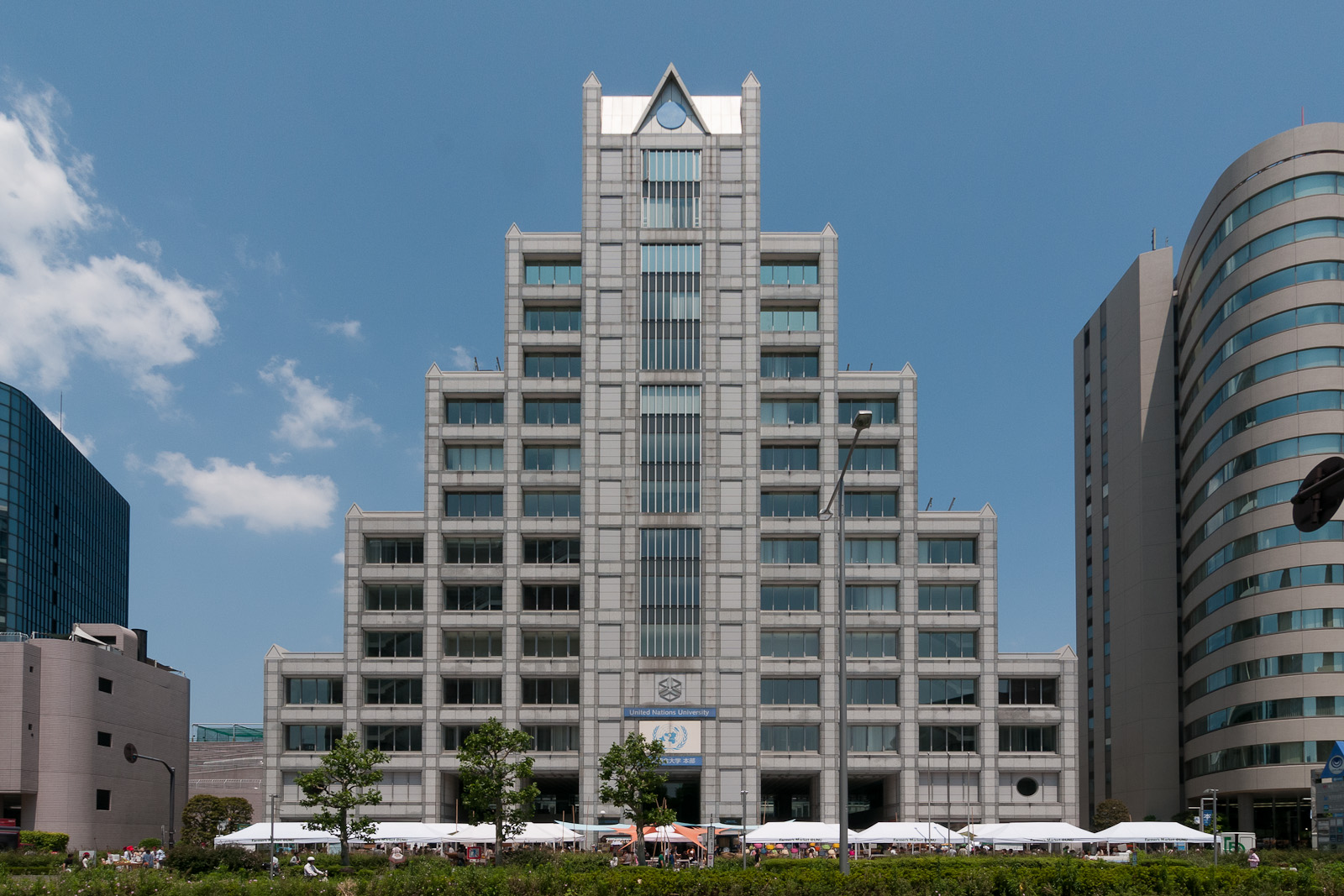
La Universidad de las Naciones Unidas.

Además de la ya citada Universidad de las Naciones Unidas, el barrio da nombre a un complejo educativo, Aoyama Gakuin, del que forman parte una universidad, un instituto femenino, una escuela superior, una escuela media, una escuela elemental y un asilo, todos situados en la zona que va de Aoyama a Shibuya. En Aoyama se encuentran además dos importantes museos, el Museo Nezu y el Tarō Okamoto Memorial Museum, dedicado a la memoria del arquitecto y situado en su antiguo estudio en la Kotto-dōri.

## Economía
Aoyama es sede de numerosas empresas, entre las cuales las filiales japonesas de Oracle, Berlitz y Louis Vuitton y las empresas japonesas Itochu, Honda, Sony Financial, Nikka Whisky, Japan Credit Bureau y Comme des Garçons. Entre las marcas que han abierto una tienda en el barrio están Prada y Acne Studios.

## Servicios

### Estaciones
- Estación de Aoyama-itchōme (Línea Ginza, Línea Hanzōmon, Línea Toei Ōedo)
- Estación de Omotesandō (Línea Chiyoda, Línea Ginza, Línea Hanzōmon)
- Estación de Gaiemmae (Línea Ginza)
- Estación de Nogizaka (Línea Chiyoda), situada en la parte sureste de Minami-Aoyama, en el límite con Roppongi